# Липска пећина
Липска пећина је крашка пећина која се налази у селу Липа Добрска надомак Цетиња у Црној Гори. Поседује систем пролаза и сала од око 3 километара што је чини једном од највећих пећина у Црној Гори.  Пећина је отворена за посетиоце након што је завршена валоризације и уједно је прва пећина отворена за туристе.

## Опис
Липска пећина је прва валоризована пећина у Црној Гори. За туристе је отворена 2015. године. Налази се око 5 километара од Цетиња, у селу Липа Добрска. Поседује више од 2,5 километара истражених тунела и сала са богатим сталагмитима и сталактитима. Температура у пећини креће се од 8 °C до 15 °C.

## Историја
Први познати записи о пећини датирају из 1839. година када је је посетио енглески археолог Остин Хенри Лерд, иако је становницима тог подручја пећина била позната од раније. Пећину су такође истражили и описали Павел Ровињски и Едуар-Алфред Мартел. Пећина је привукла и пажњу породице Петровић. За време Другог светског рата, Липска пећина је служила као склониште.